# Deinocerites curiche
Deinocerites curiche är en tvåvingeart som beskrevs av Adames 1971. Deinocerites curiche ingår i släktet Deinocerites och familjen stickmyggor. Inga underarter finns listade i Catalogue of Life.